# نابنط خادع
نابنط خادع (الاسم العلمي:Nepenthes fallax) هو نوع غير مؤكد من النباتات يتبع جنس النابنط من الفصيلة النابنطية.